# Кагура Симанэ
«Кагура Симанэ» (яп. 神楽しまね, англ. Kagura Shimane) — бывший японский футбольный клуб из города Мацуэ, префектура Симанэ. Выступал в Японской футбольной лиге, четвёртом по силе дивизионе страны.

## История
Клуб был основан под названием «Мацуэ Сити». Основой для клуба стала предыдущая команда «Ворадор Миэ», которая уже играла в Лиге Тюгоку. В 2011 году клуб получил задачу к получению профессионального статуса. Для управления клубом и его продвижения в Джей-лигу была создана корпорация NPO. За это время клуб дважды выиграл Лигу Тюгоку.
Клуб восемь раз участвовали в Кубке Императора, проходя дальше первого раунда в 2015, 2017, 2018 и 2020 годах.
В 2019 году клуб вышел в Японскую футбольную лигу.
1 февраля 2022 года название команды было изменено с «Мацуэ Сити» на «Кагура Симанэ». Эта смена название произошла из-за того, что клуб стал представлять всю префектуру.
Слово «Кагура» означает ритуальные танцы, используемые в синтоизме. Эмблема клуба также была изменена, а её изображение можно трактовать двумя способами. Первый — маска для танцев «кагура», а второй — человек, танцующий этот танец. Клуб подал заявку на получение статуса 100-летнего плана, которая была одобрена.
Однако, клуб вышел из Японской футбольной лиги 23 января 2023 года, всего через несколько дней после публикации расписания лиги. Причиной стало банкротство компании, которая управляла клубом. 14 марта 2023 года, после того как материнская компания клуба была объявлена банкротом, клуб официально распался.

## Стадион
Клуб выступал на крупнейшем стадионе префектуры — Атлетическом стадионе Мацуэ. Этот стадион вмещает 24 000 зрителей. Данная вместимость подходит для выступления в Джей-лиге, а стадион имеет соответствующую лицензию.